# Kanton Niort-Nord
Kanton Niort-Nord (fr. Canton de Niort-Nord) je francouzský kanton v departementu Deux-Sèvres v regionu Poitou-Charentes. Skládá se ze sedmi obcí.

## Obce kantonu
- Chauray
- Échiré
- Niort (severní část)
- Saint-Gelais
- Saint-Maxire
- Saint-Rémy
- Sciecq